# Liv Boeree
Olivia "Liv" Boeree (nacida el 18 de julio de 1984) es una divulgadora científica, presentadora de televisión, presentadora del podcast Win-Win y ex jugadora de póquer profesional británica. Es campeona de las World Series of Poker (WSOP) y del European Poker Tour (EPT), y es la única jugadora de la historia que ha ganado un brazalete de las WSOP y un evento del EPT. Boeree es 3 veces ganadora del Jugadora europea del año del Global Poker Index. En septiembre de 2021, tras haberse retirado a finales de 2019, Boeree sigue estando entre las diez mejores mujeres de la historia del póquer en términos de ganancias de dinero de todos los tiempos.

## Primeros años
Boeree nació en Hollingbourne, Kent, en el sureste de Inglaterra, el 18 de julio de 1984 y estudió en la Ashford School antes de licenciarse con matrícula de honor en Física con Astrofísica en la Universidad de Manchester. Durante ese tiempo tocó la guitarra solista en los grupos de heavy metal Dissonance y Nemhaim y ejerció de modelo para varias marcas de ropa alternativa, como Alchemy Gothic.

## Carrera en el póquer
Boeree se introdujo en la industria del póquer cuando fue seleccionada como una de las cinco concursantes del reality show Ultimatepoker.com Showdown, que se emitió en Five en otoño de 2005. Durante el programa fue entrenada por los mejores jugadores de póquer, Phil Hellmuth, Annie Duke y Dave Ulliott.
En mayo de 2008, ganó el Ladbrokes European Ladies Championships 2008, dotado con 30.000 dólares.
El 21 de abril de 2010, Boeree ganó el evento principal del European Poker Tour en Sanremo, en aquel momento el mayor torneo de póquer celebrado en suelo europeo. Boeree ganó 1.250.000 euros y se convirtió así en la tercera mujer en ganar un título del EPT.
En las World Series of Poker de 2017 en Las Vegas, Boeree ganó el evento nº 2 (el "10.000 $ Campeonato Tag Team No Limit Hold'em") por 273,964 dólares con el jugador de póquer y novio ruso Igor Kurganov.
Otros resultados notables incluyen un segundo puesto en el evento principal del UKIPT Edinburgh de 2014, un primer puesto en Poker After Dark en 2017 y un tercer puesto en el evento EPT Barcelona High Roller por € 391.000 en agosto de 2015.
Premios: Boeree ganó el premio a la Jugadora del Año en 2014, 2015 y 2016 en los European Poker Awards, determinado por los puntos del Global Poker Index que acumuló durante esos años. También fue galardonada como "Dama Líder de Europa" en 2010 en los European Poker Awards.
Boeree ha sido miembro del Team PokerStars Pro desde septiembre de 2010. A partir de enero de 2020, sus ganancias totales en torneos en vivo superan los 3.800.000 dólares.
En febrero de 2016, fue anunciada como líder del equipo de la Liga Global Poker "The London Royals".
En noviembre de 2019, Liv Boeree anunció en Twitter que había abandonado el Team PokerStars después de nueve años y que dejará el póker profesional.

### Brazaletes de las Series Mundiales de Póquer
| Año  | Torneo                                        | Premio (US$) |
| ---- | --------------------------------------------- | ------------ |
| 2017 | 10.000 $ Campeonato Tag Team No Limit Hold'em | $273,964     |

## Obras benéficas
En 2014, Boeree cofundó Raising for Effective Giving, una organización que promueve un enfoque racional de la filantropía a menudo denominado altruismo eficaz, y ofrece asesoramiento para elegir organizaciones benéficas en función de determinados criterios. La organización también publica una guía anual sobre la donación eficaz, en la que destaca qué organizaciones benéficas pueden ser merecedoras de recibir fondos y por cuáles razones éticas.
Hasta julio de 2020, Raising for Effective Giving  ha recaudado más de 14.000.000 de dólares para las organizaciones benéficas que apoya.
Además, en 2017 Boeree se convirtió en miembro de Giving What We Can, una comunidad de personas que se han comprometido a donar al menos el 10 % de sus ingresos a organizaciones benéficas eficaces.
Boeree ha expresado su preocupación por los posibles riesgos del desarrollo de la inteligencia artificial y apoya la investigación dirigida al desarrollo seguro de la IA.
En 2020 se convirtió en embajadora de Longview Philanthropy, que asesora a filántropos a gran escala sobre su estrategia de donaciones en torno a la mitigación de riesgos catastróficos globales.
En enero de 2023, Boeree recibió un Doctorado en Ciencias, Honoris Causa de la Universidad de Hull en reconocimiento a sus contribuciones a la educación y divulgación STEM.

## Televisión y cine
Los créditos como presentadora de televisión de Boeree incluyen "Weird Earth" de The Weather Channel, "The Mind Control Freaks" de Discovery Channel en 2015-2016 y "MindGamers" de Red Bull TV en 2017.
De 2011 a 2013, fue copresentadora del UK and Ireland Poker Tour, un programa semanal que se emitió en Channel 4 en el Reino Unido.
Sus apariciones televisivas en el mundo del póquer incluyen Heads Up Poker de la NBC en 2011 y 2013, Shark Cage de Channel 4 en 2014 y el European Poker Tour de 2010 a 2016 y Poker After Dark en Poker Central en 2017.
Otras apariciones incluyen el documental de la BBC4 "The Joy of Winning" en el que se habla de la teoría del juego con la presentadora Hannah Fry, BBC Breakfast junto a Boris Becker en septiembre de 2010, y en el programa GMTV de ITV de Lorraine Kelly sobre su victoria en el European Poker Tour.
En 2011, Boeree formó parte del equipo de Graduados Famosos de la Universidad de Manchester que participó en el torneo estacional de conocimientos generales de la BBC2, Christmas University Challenge.
En 2006, apareció en el programa Codex de Channel 4.
El 21 de julio de 2007, Boeree apareció en el programa de ITV Golden Balls, ganando 6.500,50 libras esterlinas.
En 2020, Boeree hizo una aparición en la película holandesa The Host como la Sra. Gueller.

## Oradora
Boeree dio su primera charla TEDx en TEDxManchester en febrero de 2018 sobre los beneficios de pensar en probabilidades. Un mes después habló en la Conferencia TED 2018 en Vancouver durante su sesión inaugural "TED Unplugged". Su tema fue "3 lecciones sobre la toma de decisiones de un campeón de póquer".
Boeree apareció como oradora invitada en la Oxford University Union en mayo de 2016, Jesus College, Cambridge en febrero de 2017, el Festival de Ciencia de Cheltenham en junio de 2016, Websummit Dublín en noviembre de 2015 y Effective Altruism Global, Sede central de Google en San Francisco agosto 2015.
Boeree también apareció en el podcast Mindscape de Sean M. Carroll (Episodio 6 emitido el 24 de julio de 2018) para hablar sobre probabilidad y altruismo efectivo.
Boeree apareció en el podcast de Lex Fridman (emitido el 24 de agosto de 2022) para hablar de póquer, teoría de juegos, IA, simulación, extraterrestres y riesgo existencial.

## Redacción
Boeree ha escrito varios artículos y artículos de opinión sobre diversos temas científicos y de racionalidad. Entre sus publicaciones se incluyen un artículo de Vox.com en el que se debaten las implicaciones filosóficas del documento de 2018 del Future of Humanity Institute "Dissolving the Fermi Paradox", un artículo de Vice Media sobre un patrón cristalino descubierto en los números primos y un artículo de opinión en The Independent sobre la importancia de las clases de pensamiento racional en la educación convencional. En su artículo de junio de 2020 en Nature, en el que reseña el último libro de Maria Konnikova, aparece como "comunicadora científica y antigua jugadora profesional de póquer"